# Amistad (film)
Amistad är en amerikansk historisk dramafilm från 1997 i regi av Steven Spielberg, som även producerade den. I huvudrollerna ses Morgan Freeman, Anthony Hopkins, Djimon Hounsou och Matthew McConaughey.

## Handling
År 1839 gör 53 mörkhyade slavar uppror och dödar de flesta i besättningen på det spanska slavskeppet La Amistad. Men slavarna grips utanför Long Island och ställs inför rätta i en federal domstol i Connecticut, USA. Frågan rätten har att ta ställning till är vems egendom de i själva verket är, eller ifall de är att anse som fria personer bortrövade från Västafrika med rättshandlingsförmåga? Frågan är även politiskt brännhet då i det samtida USA där sydstaterna med slaveri anser ett frigivande vara en provokation mot deras viktigaste näring och ett steg närmare mot ett framtida inbördeskrig. 

## Rollista i urval
| Morgan Freeman      | – Theodore Joadson                 |
| Nigel Hawthorne     | – Martin Van Buren                 |
| Anthony Hopkins     | – John Quincy Adams                |
| Djimon Hounsou      | – Sengbe Pieh/Joseph Cinqué        |
| Matthew McConaughey | – Roger Sherman Baldwin            |
| David Paymer        | – John Forsyth                     |
| Pete Postlethwaite  | – William S. Holabird              |
| Stellan Skarsgård   | – Tappan                           |
| Anna Paquin         | – Drottning Isabella II av Spanien |
| Chiwetel Ejiofor    | – fänrik Covey                     |
| Allan Rich          | – domare Juttson                   |
| Jeremy Northam      | – domare Coglin                    |
| Xander Berkeley     | – Hammond                          |
| Arliss Howard       | – John C. Calhoun                  |
| Harry Blackmun      | – Joseph Story                     |

## Om filmen
Amistad hade premiär i Sverige 13 mars 1998.
Filmen nominerades till Oscarsgalan 1998 för fyra Oscar; Janusz Kaminski för bästa foto, Ruth E. Carter för bästa kostym, John Williams för bästa musik och Anthony Hopkins för bästa biroll.